# Neoleptura
Neoleptura is een kevergeslacht uit de familie van de boktorren (Cerambycidae). De wetenschappelijke naam van het geslacht werd voor het eerst geldig gepubliceerd in 1861 door Thomson.

## Soorten
Neoleptura omvat de volgende soorten:
- Neoleptura alpina Chemsak & Linsley, 1976
- Neoleptura auripennis Chemsak & Linsley, 1976
- Neoleptura lecontei Thomson, 1861
- Neoleptura minutipunctis Chemsak & Linsley, 1976